# 十八時の音楽浴
「十八時の音楽浴」（じゅうはちじのおんがくよく）は、海野十三の短編SF小説。『モダン日本』昭和12年（1937年）4月増刊号に掲載された。
いわゆるディストピアを題材にした小説である。独裁政権が科学技術によって国民の人間性を奪う様を中心に描きながら、性転換や人造人間のもたらす可能性をも示す。
不老不死の実現やそれに伴う計画的な人工的出産、全国民への映像配信など、作中の世界の科学技術の水準は非常に高い。また、精神に作用する機械によって国民の支配する設定や、美少女アンドロイド、異星人の宇宙船の地球侵攻など、後にセカイ系と呼ばれる作品で用いられるような斬新な設定を採用しており、とても戦前に書かれたとは思えないような先進的な作品でもある。

## あらすじ
人類が戦争を繰り返した結果、地上には人が住めなくなり、わずかに残った人々が地下で暮らすようになっていた。その中で、独裁者「ミルキ」が支配するミルキ国では、国民にマインドコントロールの効果がある音楽を聴く「音楽浴」を義務付けることによって国家を統治していた。音楽浴には洗脳の効果と、ある種の覚せい剤のような効果があり、人々をミルキだけに忠誠を誓う模範国民に仕立てあげ、また1時間だけ国民の集中力、労働力を向上させて国力を増強させることに成功した。しかし、音楽は人々の脳に深刻なダメージを与えるため、国民を疲弊させてやがて死に至る恐れがあるため、音楽浴の技術を開発した科学者「コハク」によって、一日に18時から30分のみと制限されていた。この制限をもってしても、いくつかの国民の中には副作用として不平や不満が貯まっていた。人々の中には、自分自身の身体を改造して性別を変更することで、フラストレーションを解消するものも現れた。ある日、コハクはミルキ夫人との不義の嫌疑を掛けられ、夫人とともに毒ガスで処刑されそうになったため、隠し持っていた爆弾で自殺してしまう。
翌日、ミルキは、女大臣のアサリとアリシロ区の調査にやってきた。コハクはここにある研究所で人造人間の開発を行なっており、ミルキは研究所の閉鎖空間でコハクの開発した美少女アンドロイド「アネット」を発見した。一糸まとわぬアネットの裸体は、さながらミロのヴィーナスか天使のようであった。その美しさに魅了されたミルキはアサリがいるにもかかわらず下心を丸出しにしてしまうのであった。ミルキと不倫関係にあったアサリはその光景に嫉妬心を抱き、アネットにうつつを抜かすミルキをある手段を用いて服従させることに成功した。そして、国力増強のために、「十八時の音楽浴」を24時間継続させ、ミルキ国の地下に眠る金脈を発掘してミルキ国を黄金の国に作り替えることを決める。
その後、火星の民族の宇宙船がミルキ国に侵攻してきた。アサリは即座に国防軍に迎撃を指示するが、継続的な音楽浴によって軍人を始めとして国民全員が精神に不調をきたしており、ミルキ国は為す術も無く窮地に追い込まれる。アサリはさらに音楽浴を増強し、コハクの研究所にある人造人間を使って事態の解決を図ろうとする。研究所には開かずの扉があり、その中に人造人間があると考えたアサリは、扉をこじ開けようと軍隊を送り込むが、疲労しきった軍人たちは人造人間に辿り着く前に次々と倒れていく。音楽を聴き続けたミルキ国民も、次々と倒れて、死んでいった。ついに2人だけとなったミルキとアサリも、音楽によって洗脳されてしまい、倒れてしまった。万事休すと思われた時、死んだはずのコハク博士が、密かに開発していたアネットにそっくりな美少女アンドロイドの軍団を引き連れて現れた。音楽浴は止み、アンドロイドの1人が代わりに人間讃歌の音楽を流し始めた。甲冑のような機械装甲を纏ったコハクが、魂を持たない美少女アンドロイドたちを操作して、火星人の宇宙船を迎撃した。そして、人間讃歌が鳴り響く中、人間の代わりにアンドロイドたちの暮らす新しいミルキ国が始まった。

## 登場人物
ミルキ
ミルキ国大統領。独裁者。女好き。少々間が抜けたところがあり、女性大臣のアサリにいいように利用されていたことに気が付かなかった。
コハク
ミルキの命により人間の感情をコントロールする「音楽浴」を開発した科学者。自身の研究所で様々なロボットやアンドロイドを開発していた。体がまるで死体のように冷たい。ミルキ夫人に呼び出され、サロンで戯れているところをミルキによって国内中に映像配信され、毒ガスで殺されそうになると爆発を起こし自殺した。
ペン
コハクの助手を務める男学員。バラとは夫婦。
バラ
コハクの助手を務める女学員。夫のペンへの愛は冷め気味。代わりにアネットに恋愛に似た感情を抱き始めている。ベンからポールが身体を改造して女性になったことを聞き、自身も身体を改造して男性となった。
ポール
ペンの友人。アリシロ区に居住する靴職人。「音楽浴」が耳だけではなく体からも吸収されることに気づき、密かに「音楽浴」に対抗できるスーツを開発し着用していた。自身の体を改造し、女性となってペンと友人以上の関係になりたいと考えている。
ミルキ夫人（ミルキふじん）
大統領ミルキの妻。自称ミルキ国随一の美貌の持ち主。自身の邸宅にコハクを呼び出し政権打倒を持ちかけるも、ミルキから不貞の嫌疑をかけられ、コハクと共に殺されてしまう。
アサリ
女性大臣。ミルキとは不倫関係にある。冷徹な性格で目的のためなら手段を選ばないタイプ。大統領を陥れ、実権を手にする。
アネット
コハクが開発した美少女型人造人間の試作品。符号でしか会話出来ず、ミルキ語を話すことは出来ない。その身体はさながらミロのビーナスか天使のように美しく、ミルキが作りかけの下半身を見るまでアンドロイドとは気が付かなかったほど。一糸まとわぬ姿を観たミルキを魅了するが、その光景にアサリは嫉妬し、破壊されそうになる。ミルキがアサリをたしなめたことでその場での破壊は免れたが…。

## 翻案
十八時の音楽浴 漆黒のアネット（じゅうはちじのおんがくよく しっこくのアネット）
ゆずはらとしゆき：著、宮の坂まり：画。 ISBN 9784094510133
2007年6月19日に小学館・ガガガ文庫より刊行されたライトノベル作品。「十八時の音楽浴」と海野の短編「火葬国風景」を原作に、日本の近代文学作品を翻案する「跳訳（ちょうやく）シリーズ」の第1作。海野十三のクレジットは原作となっている。